# Neuville-Ferrières
Neuville-Ferrières ist eine französische Gemeinde mit 534 Einwohnern (Stand: 1. Januar 2022) im Département Seine-Maritime in der Region Normandie. Sie gehört zum Arrondissement Dieppe und zum Kanton Neufchâtel-en-Bray. Die Einwohner werden Neuvillais und Neuvillaises genannt.

## Geographie
Neuville-Ferrières liegt östlich des Zentrums des Départements in der Landschaft Pays de Bray, etwa 39,5 Kilometer nordöstlich von Rouen und etwa 36 Kilometer südsüdöstlich von Dieppe. Umgeben wird Neuville-Ferrières von den Nachbargemeinden Neufchâtel-en-Bray im Norden und Westen, Saint-Germain-sur-Eaulne im Nordosten, Bouelles im Osten, Saint-Saire im Südosten, Fontaine-en-Bray im Süden, Massy im Südwesten, Esclavelles im Westen sowie Quièvrecourt im Westen und Nordwesten.

## Bevölkerungsentwicklung
| Jahr                       | 1962 | 1968 | 1975 | 1982 | 1990 | 1999 | 2006 | 2013 | 2020 |
| Einwohner                  | 490  | 510  | 459  | 536  | 544  | 578  | 598  | 587  | 559  |
| Quellen: Cassini und INSEE |      |      |      |      |      |      |      |      |      |

## Sehenswürdigkeiten
- Kirche Notre-Dame aus dem 13. Jahrhundert, Umbauten aus dem 17. Jahrhundert
- Herrenhaus aus dem 16. Jahrhundert